# Fabrizio Della Fiori
Fabrizio Della Fiori (Formigara, 1º settembre 1951) è un ex cestista italiano.

## Carriera
Ha giocato come ala in Serie A per un quindicennio, dal campionato 1967-68 al 1984-85, con le maglie di Cantù, Venezia, Varese e Udine.

## Palmarès
- Coppa Intercontinentale: 1

Pall. Cantù: 1975
- Coppa Korać: 3

Pall. Cantù: 1973, 1973-74, 1974-75
- Coppa delle Coppe: 3

Pall. Cantù: 1976-77, 1977-78, 1978-79
- Campionato italiano: 2

Pall. Cantù: 1967-68, 1974-75